# Sándor Rozsnyói
Sándor Rozsnyói (Zalaegerszeg, 24 novembre 1930 – Sydney, 2 settembre 2014) è stato un siepista e insegnante ungherese.

## Biografia
Fu il primo atleta per il quale venne ratificato il record mondiale nei 3000 metri siepi. Vinse la medaglia d'oro ai campionati europei del 1954 e quella di argento ai Giochi olimpici di Melbourne due anni dopo.
Rimasto in Australia per avversione al comunismo, vi divenne insegnante di educazione fisica nonché coach di atleti, tornando alcune volte nel Paese natale  solo dopo la caduta del Muro di Berlino. Morì nel 2014 a Sydney.